# 24239 Paulinehiga
24239 Paulinehiga este un asteroid din centura principală de asteroizi.

## Descriere
24239 Paulinehiga este un asteroid din centura principală de asteroizi. A fost descoperit pe 7 decembrie 1999 la Socorro, New Mexico, în cadrul proiectului LINEAR. Asteroidul prezintă o orbită caracterizată de o semiaxă mare de 2,31 ua, o excentricitate de 0,16 și o înclinație de 2,5° în raport cu ecliptica.